# Король и завоеватель
«Король и Завоеватель» (англ. King and Conqueror) — предстоящий сериал в жанре исторической драмы, созданный по заказу BBC Studios и CBS. Главные роли исполнили Джеймс Нортон и Николай Костер-Вальдау. Производство началось в 2024 году.

## Сюжет
События мини-сериала разворачиваются в Британии XI века. Король Англии Гарольд сталкивается с угрозой своему трону со стороны амбициозного герцога Нормандии Вильгельма.

## В ролях
- Джеймс Нортон — Гарольд II Годвинсон
- Николай Костер-Вальдау — Вильгельм Завоеватель
- Клеманс Поэзи — Матильда Фландрская
- Эмили Бичем — королева Эдит
- Лютер Форд — Тостиг
- Джозеф Моул — Уильям Фиц-Осберн
- Эдди Марсан — король Эдуард Исповедник
- Джульет Стивенсон — леди Эмма
- Жан-Марк Барр — Генрих I Французский
- Джефф Белл — Годвин Уэссекский
- Эллиот Коуэн — Свен Годвинсон
- Свейн Олафур Гуннарсон — Харальд Суровый
- Бо Брагасон — королева Норвегии Гуннхильд
- Бьярне Хенриксен — эрл Сивард
- Оливер Мазуччи — Бодуэн
- Клэр Холман — Гита Торкельсдоттир

## Производство
О начале работы над сериалом стало известно в ноябре 2023 года. Режиссёром первого сезона стал Балтазар Кормакур. Джеймс Нортон стал исполнительным продюсером через компанию Rabbit Track Pictures и исполнит роль короля Гарольда Годвинсона. Среди других исполнительных продюсеров — Кормакур от RVK Studios, Роберт Тейлор от Development Partnership, Дэйв Кларк и Ричард Холливелл от Shepherd Content, Эд Кларк, Роберт Джонс и Линдси Мартин от CBS Studios. Также в ноябре 2023 года было объявлено, что Николай Костер-Вальдау получил роль Вильгельма Завоевателя.
В марте 2024 года к актёрскому составу сериала присоединились Клеманс Поэзи и Эмили Бичем. Позже в том же месяце в актерский состав вошли Эдди Марсан, Джульет Стивенсон, Бо Брагасон, Лютер Форд и Джозеф Моул.
Съёмки начались в марте 2024 года в Исландии. Места съемок включают Хейдмёрк и окрестности Рейкьявика.
Сериал будет показан на BBC One и BBC iPlayer в Великобритании. Дистрибуцией по всему миру займется компания Paramount Global Content Distribution.